# Blaiseova reakce
Blaiseova reakce je organická reakce, při které vzniká β-ketoester reakcí kovového zinku s α-bromesterem a nitrilem. Posledním meziproduktem je metaloimin, jenž se nakonec hydrolyzuje na β-ketoester.
Objevil ji Edmond Blaise (1872–1939) v roce 1901.
Alifatické estery s objemnými substituenty dávají při této reakci vysoké výtěžnosti. Steven Hannick a Jošito Kiši vyvinuli upravenou variantu.
Bylo zjištěno, že v reakční směsi mohou být přítomny volné hydroxylové skupiny, což je u reakcí organokovových halogenidů neobvyklé.

## Mechanismus
Blaiseova reakce začíná tvorbou organozinkového komplexu s bromem v poloze alfa vůči karbonylové skupině esteru. Tímto se alfa uhlík stane nukleofilním, což umožní atak elektrofilního uhlíku nitrilu. Atom dusíku v molekule nitrilu tímto získá záporný náboj a vytvoří komplex se zinkomonobromidovým kationtem. Po přidání 50% vodného roztoku uhličitanu draselného vznikne β-enaminoester (tautomer výše znázorněného iminového meziproduktu). β-ketoester lze získat jeho hydrolýzou 1M kyselinou chlorovodíkovou, která přemění enamin na keton, čímž se vytvoří β-ketoester.